# Самойлов Віталій Олегович
Віта́лій Оле́гович Само́йлов (нар. 1 березня 1975, Київ, Українська РСР, СРСР) — український футболіст, півзахисник.

## Життєпис
Вихованець київського «Динамо». В 90-х роках здебільшого грав за другу команду «Динамо» та полтавську «Ворсклу». В 1999 — за російську «Балтику» на правах оренди.
2000-03 — гравець російського «Сокола» (Саратов). Другу частину сезону 2003 тренувався з другим складом саратовців, що виступав у Другій російській лізі. Віталій, як легіонер, не мав права грати у Другій лізі, тому, ризикуючи, брав участь у восьми домашніх матчах команди в футболці під чужим прізвищем.
На початку 2004 року перейшов у київську «Оболонь», а влітку цього ж року — у волгоградський «Ротор», де і завершив свою кар'єру.

## Статистика
| Роки    | Команда               | Чемп    | Кубок |
| ------- | --------------------- | ------- | ----- |
| 1992-93 | Динамо-3 (Київ)       | 13 (5)  | -     |
|         | Спартак (Охтирка)     | -       | 1 (0) |
| 1993-94 | Скала (Стрий)         | 1 (0)   | -     |
|         | Динамо-2 (Київ)       | 2 (0)   | -     |
|         | Динамо-3 (Київ)       | 10 (0)  | -     |
| 1994-95 | Динамо-2 (Київ)       | 20 (7)  | 3 (0) |
| 1995-96 | Динамо-2 (Київ)       | 41 (17) | 2 (1) |
| 1996-97 | Ворскла (Полтава)     | 7 (1)   | 4 (2) |
|         | Динамо (Київ)         | 5 (0)   | -     |
|         | Динамо-2 (Київ)       | 21 (8)  | -     |
| 1997-98 | Динамо (Київ)         | -       | 1 (0) |
|         | Динамо-2 (Київ)       | 13 (3)  | -     |
|         | Динамо-3 (Київ)       | 3 (1)   | -     |
|         | Ворскла (Полтава)     | 10 (1)  | 1 (0) |
| 1998-99 | Ворскла (Полтава)     | 15 (1)  | 4 (0) |
| 1999    | Балтика (Калінінград) | 20 (1)  | 2 (0) |
| 2000    | Сокіл (Саратов)       | 23 (3)  | 1 (0) |
| 2001    | Сокіл (Саратов)       | 20 (2)  | 3 (0) |
| 2002    | Сокіл (Саратов)       | 23 (2)  | 1 (0) |
| 2003    | Сокіл (Саратов)       | 13 (0)  | 1 (0) |
| 2003-04 | Оболонь (Київ)        | 5 (1)   | -     |
| 2004    | Ротор (Волгоград)     | 4 (0)   | -     |